# Deksteen (dolmen)

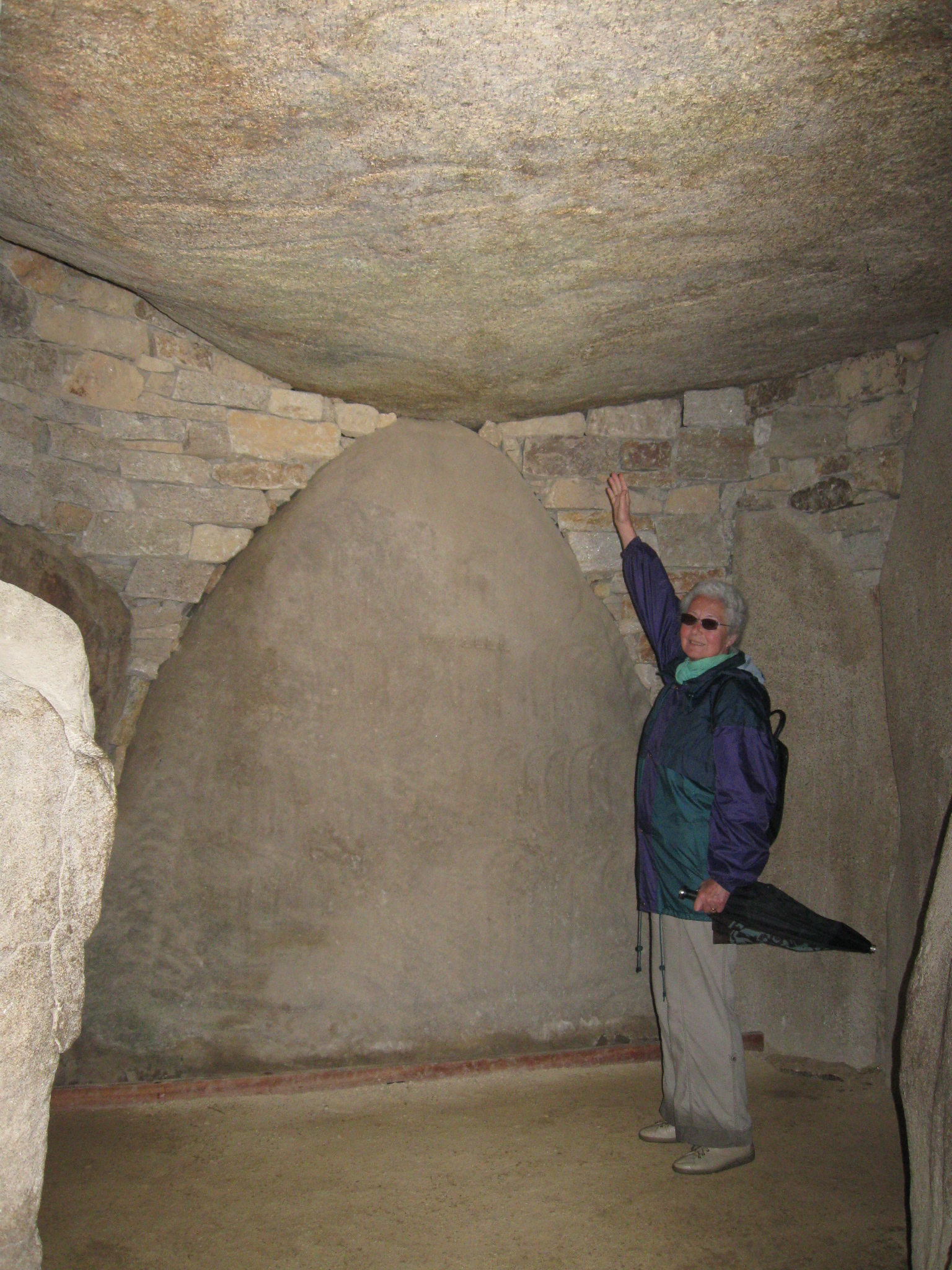
Een enorme deksteen vormt het plafond in de grafkamer van de Table des Marchand, Frankrijk

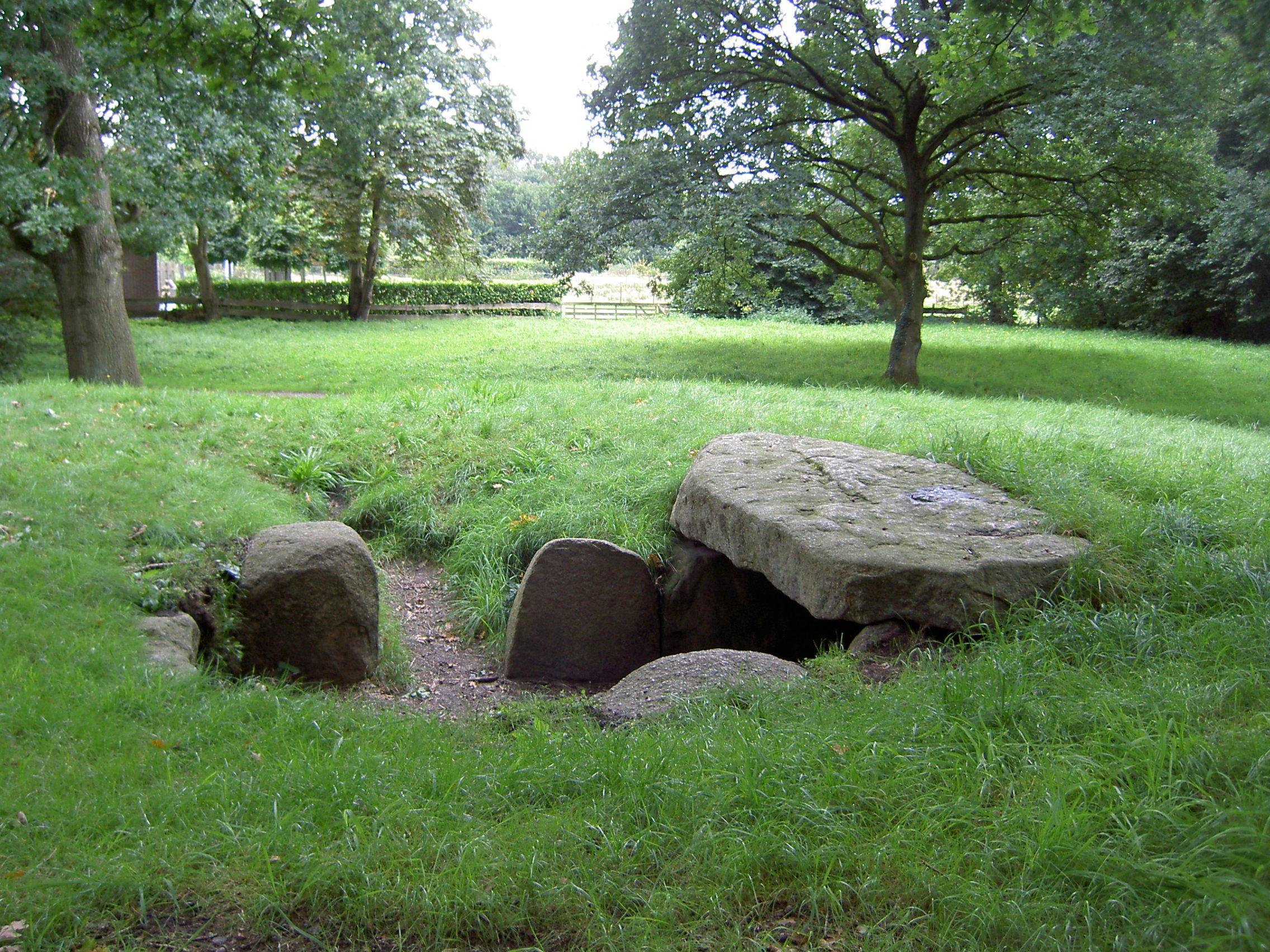
De dekheuvel van D14 is grotendeels bewaard gebleven; de top is afgegraven en er werden enkele dekstenen verwijderd, waarvan één werd teruggeplaatst op de draagstenen

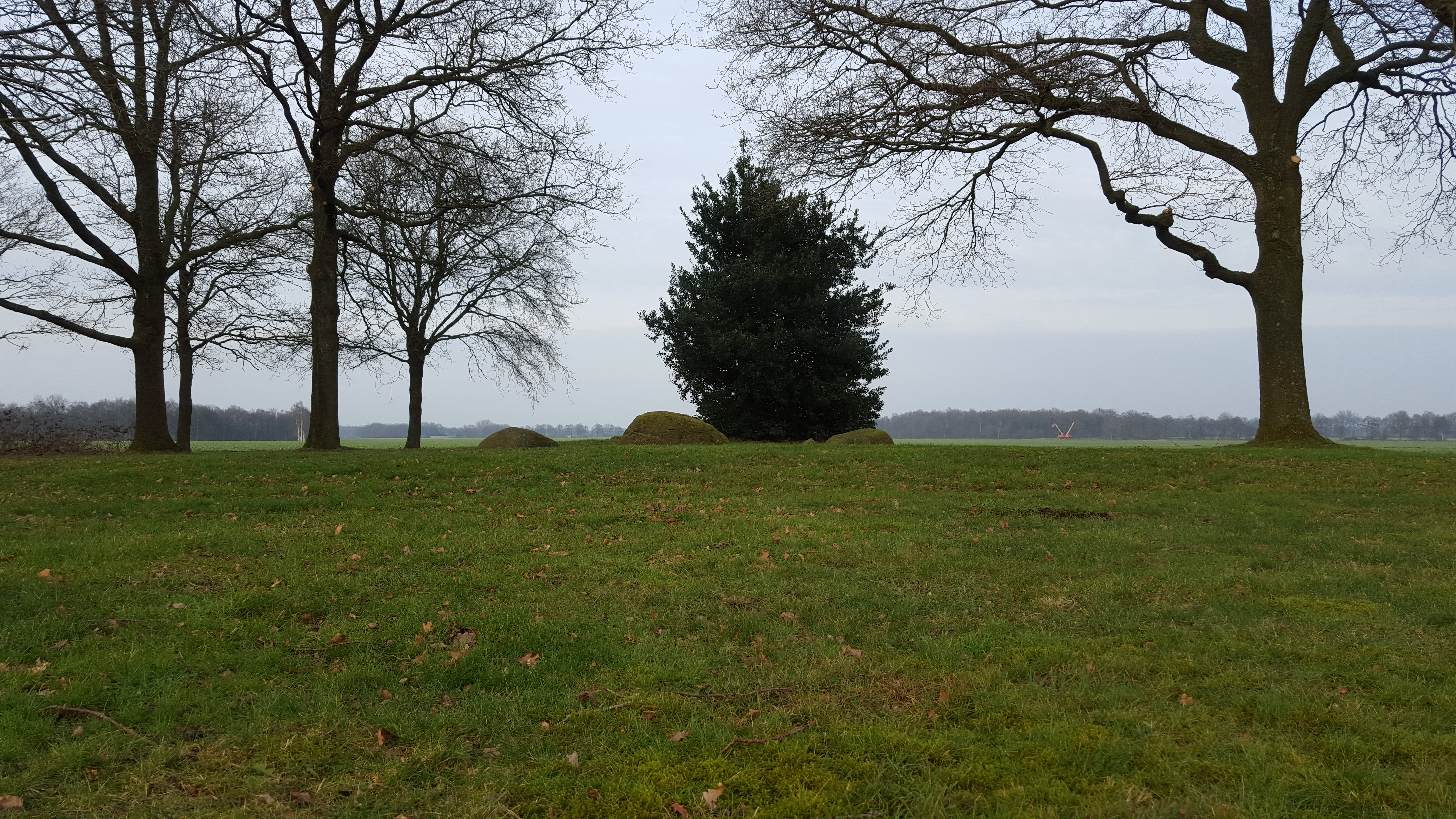
Het hunebed D5 ligt in een kuil, van een afstand zijn alleen de toppen van de dekstenen zichtbaar, 2016

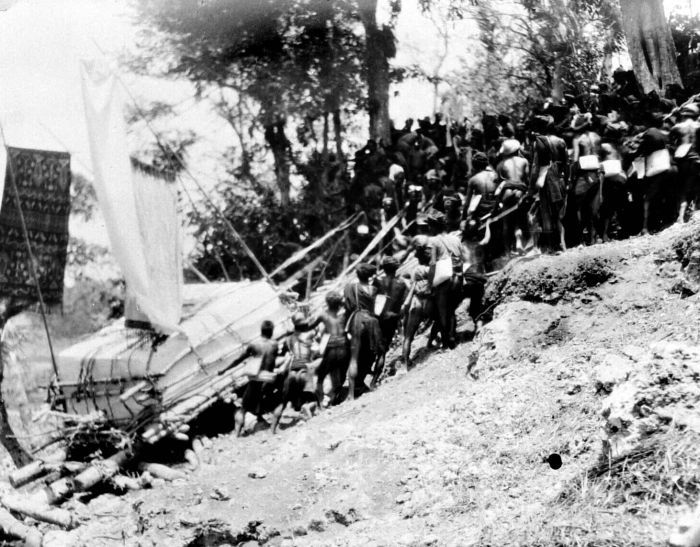
Met een slede wordt de deksteen van een graf naar een begraafplaats boven op de heuvel gesleept, West-Soemba, 1930, Tropenmuseum

Een deksteen is onderdeel van een hunebed of dolmen.
Een hunebed bestaat uit draagstenen (rechtopstaande grote stenen), waarop dekstenen rusten. De dekstenen vormen het plafond.
Er zijn in de loop der eeuwen veel stenen verdwenen, ze werden gebruikt voor bijvoorbeeld de aanleg van wegen, de bouw van huizen en het versterken van zeeweringen.
Doorgaans staan de draagstenen grotendeels op evenwijdige lijnen. Twee draagstenen en een deksteen worden samen een "juk" of "trilithon" genoemd. De juk of meerdere jukken worden afgesloten door sluitstenen. De ruimtes tussen deze stenen werden opgevuld door kleinere stenen, de stopstenen. De ingang is vaak in het midden van de lange zijde te vinden en bevat in sommige gevallen poortstenen. Het geheel werd afgedekt door een dekheuvel, waarbij in sommige gevallen de dekstenen niet werden bedekt en zichtbaar bleven.
Er zijn in sommige hunebedden en dolmens petrogliefen aangetroffen op de draagstenen of dekstenen.

## Type hunebed
In Duitsland wordt aan de hand van het aantal dekstenen een type hunebed onderscheiden:
- Een (of twee): Urdolmen
- Twee (of een): Rechteckdolmen
- Drie tot zeven: Großdolmen

## Afbeeldingen

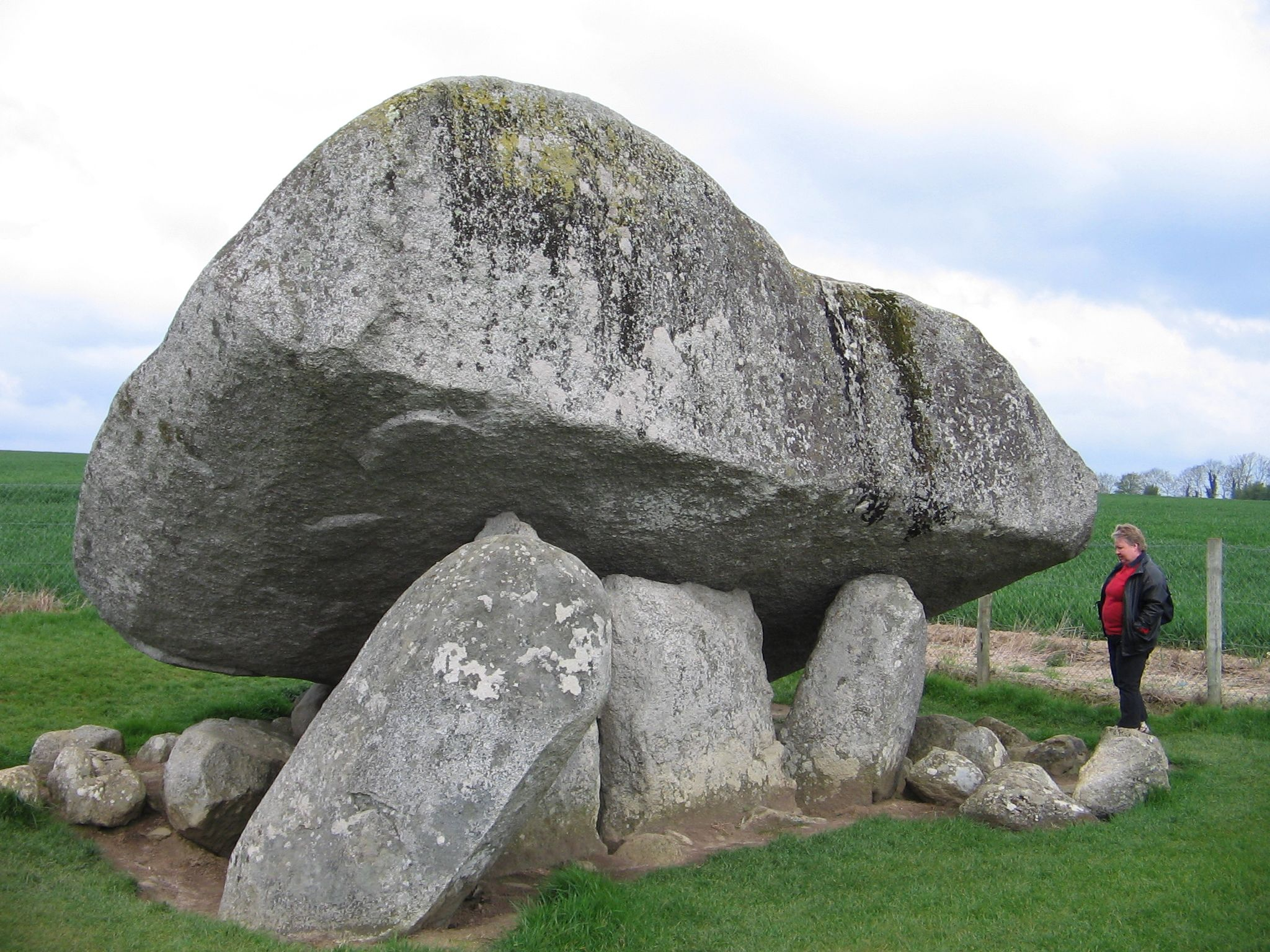
Cnoc an Bhrúnaigh, Browneshill-Dolmen of Brownes Hill heeft de grootste deksteen van alle megalithische monumenten van de Britse Eilanden, Carlow, Ierland
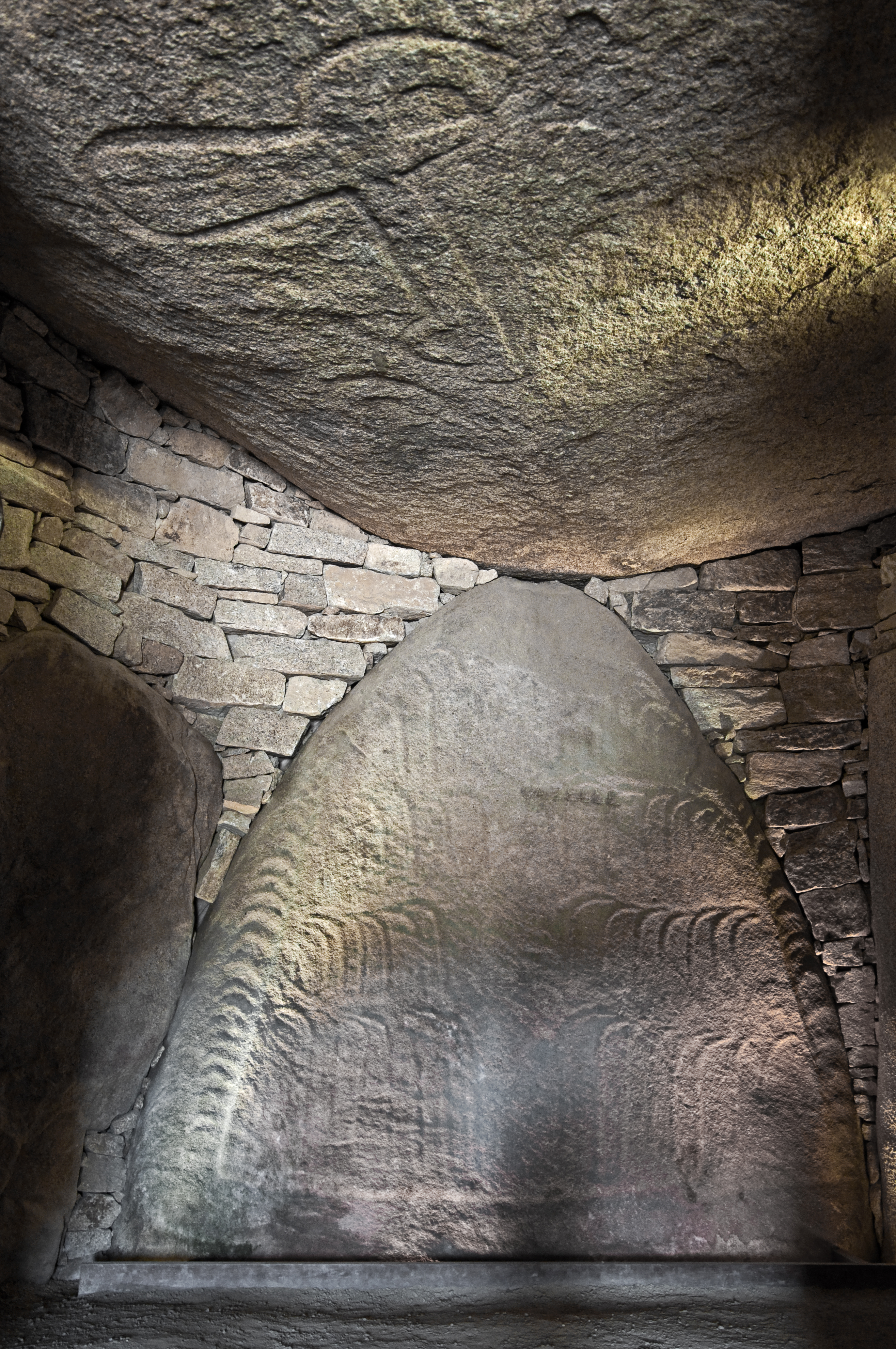
Petroglieven op de draagsteen en deksteen, Table des Marchand, Frankrijk
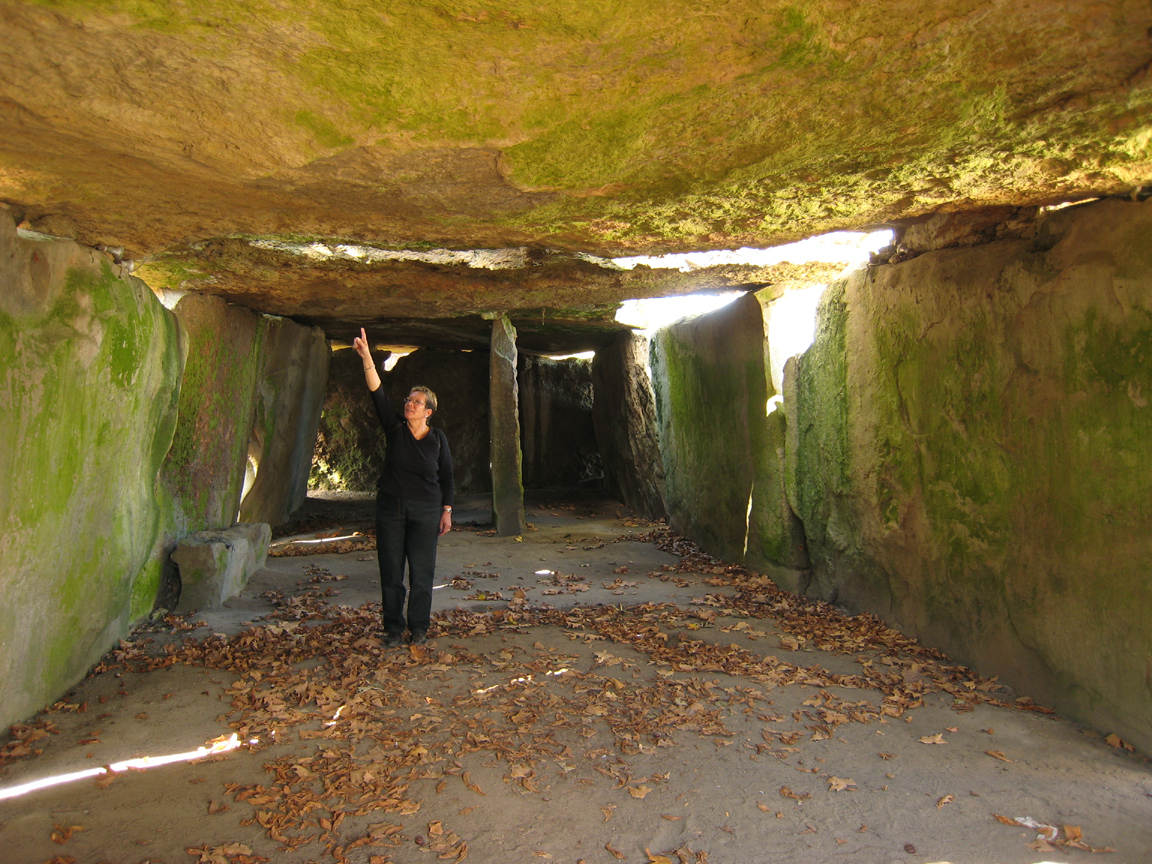
De grootste dolmen van Frankrijk; er zijn drie dekstenen en de grootste is 7,3 meter lang, het gewicht wordt geschat op 90 ton
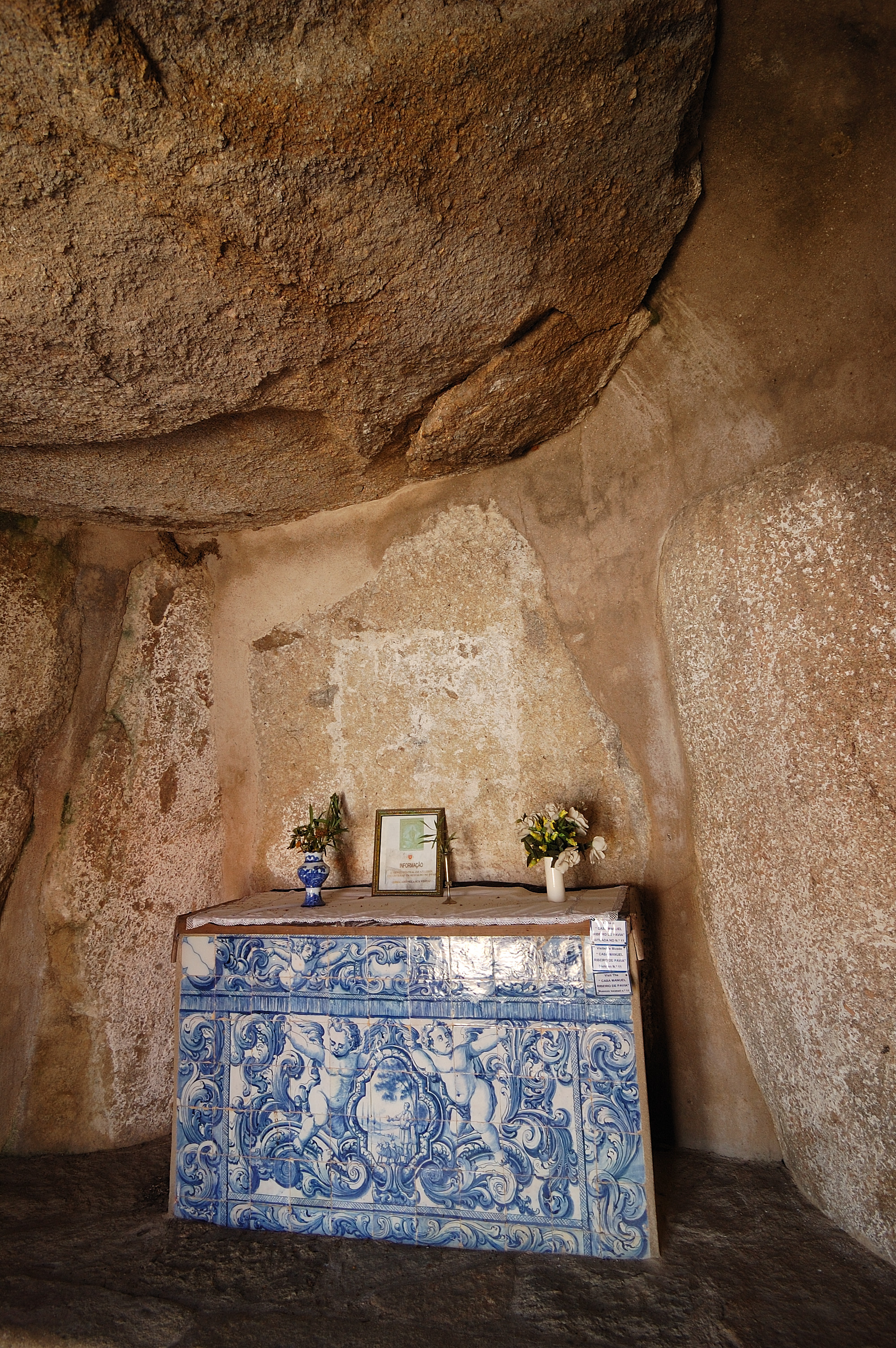
De draagstenen en dekstenen in de anta de Pavia zijn aan de binnenzijde nog herkenbaar nadat het bouwwerk tot een kapel werd gemaakt
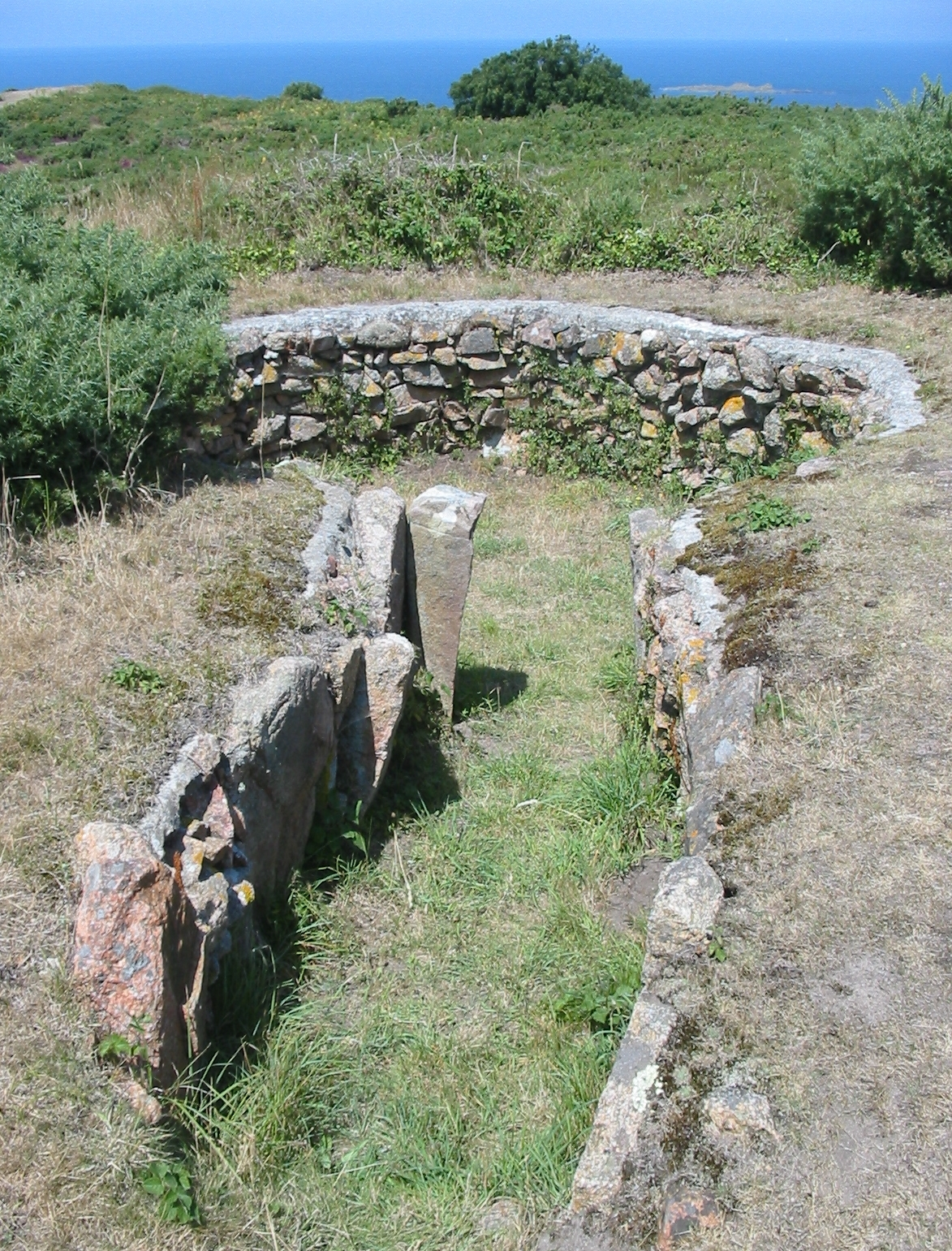
De dekstenen van de dolmen La Sergenté (Jersey) zijn verdwenen
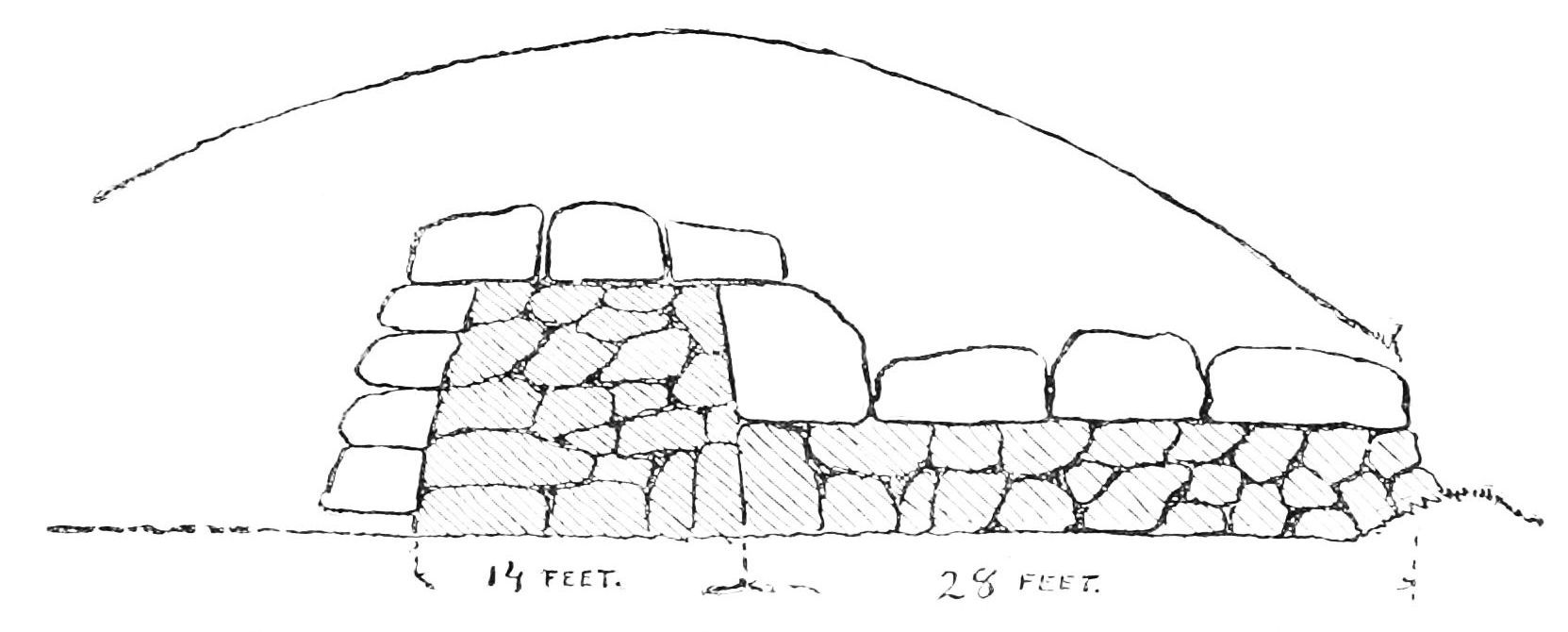
In bepaalde gevallen zijn de dekstenen aan de buitenzijde niet te zien door de dekheuvel
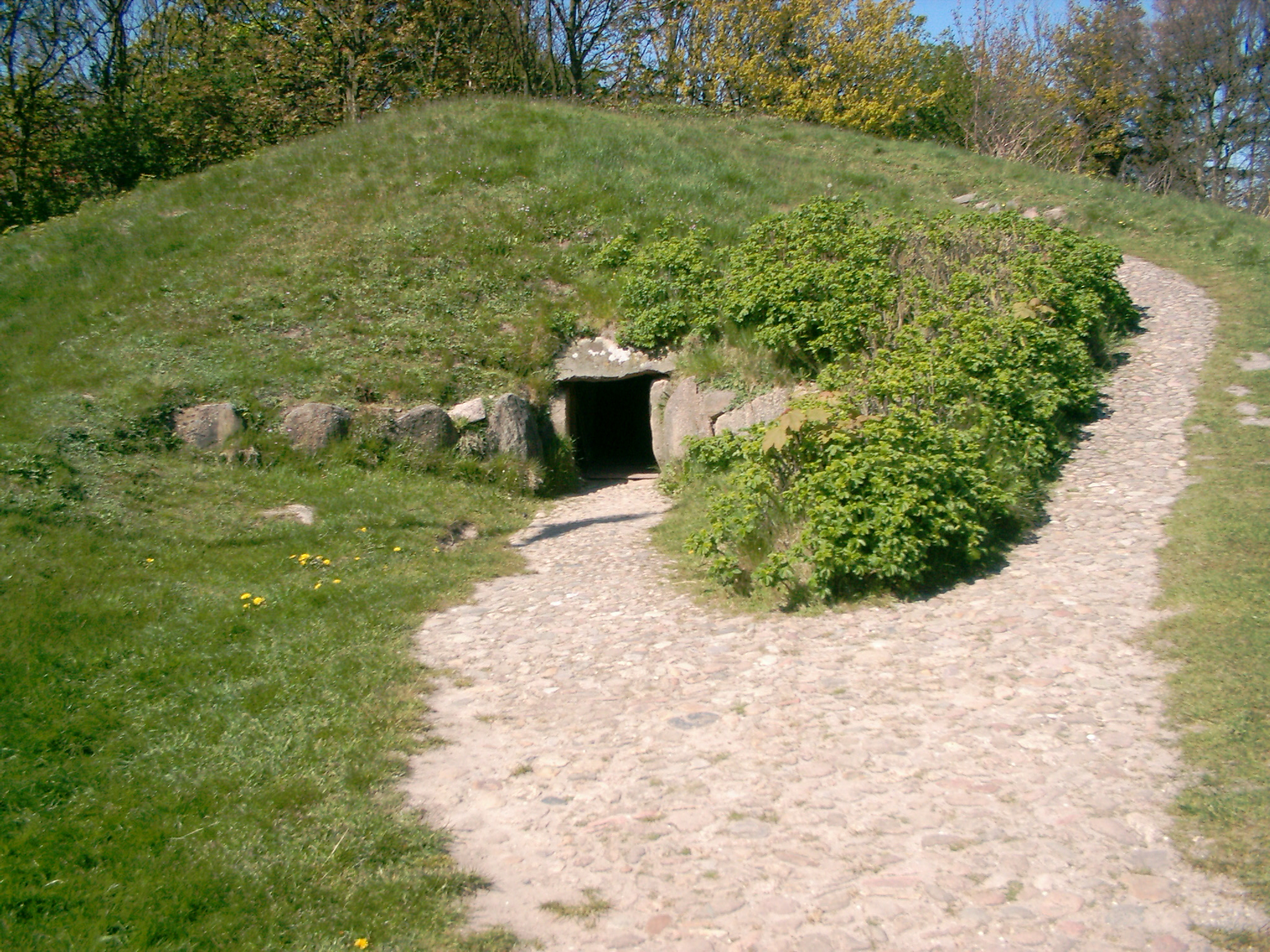
De dekstenen in hunebed Denghoog (Duitsland) zijn niet zichtbaar door de dekheuvel
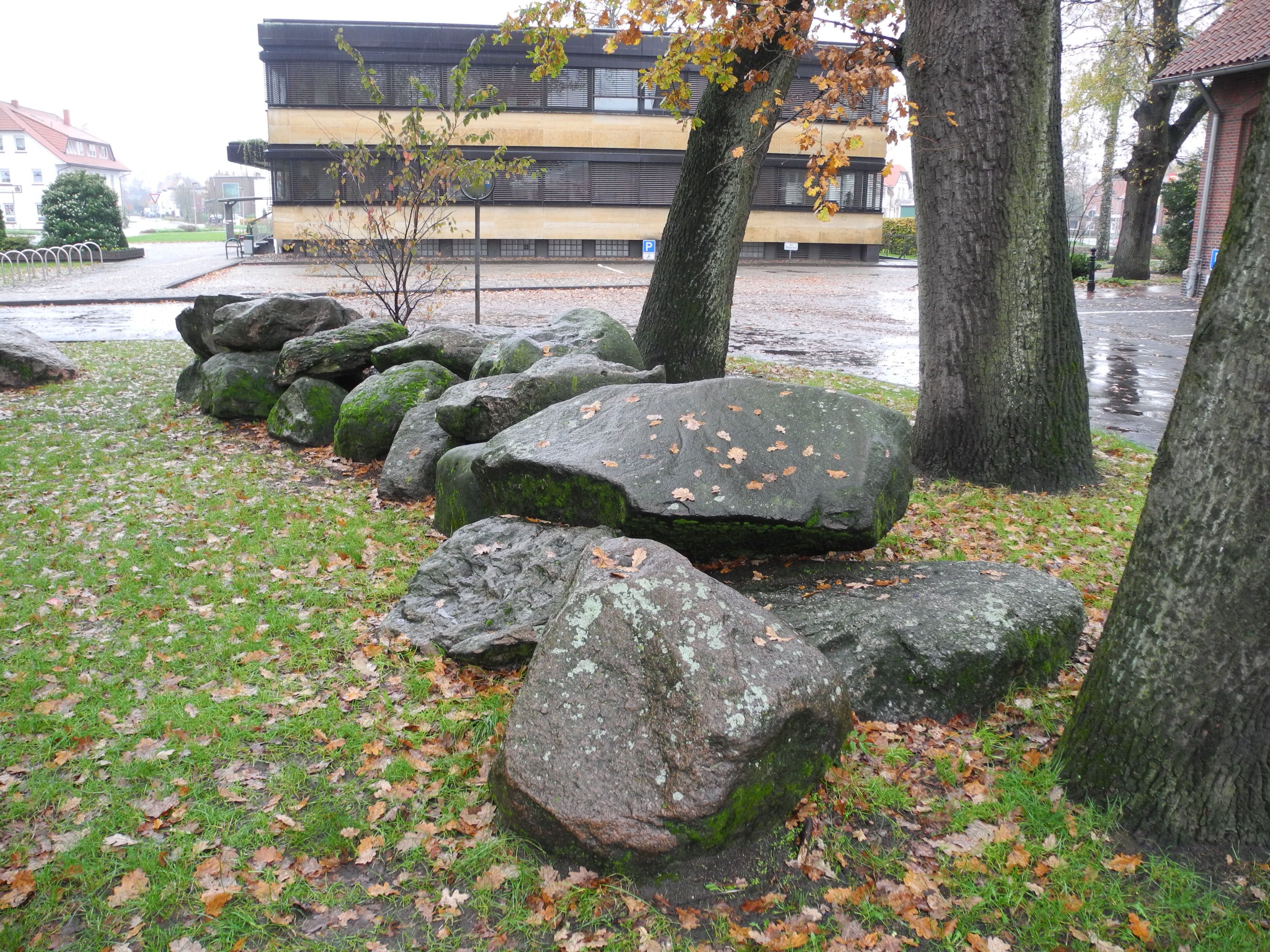
De dekstenen werden niet bedekt door de dekheuvel bij Großsteingrab Löningen
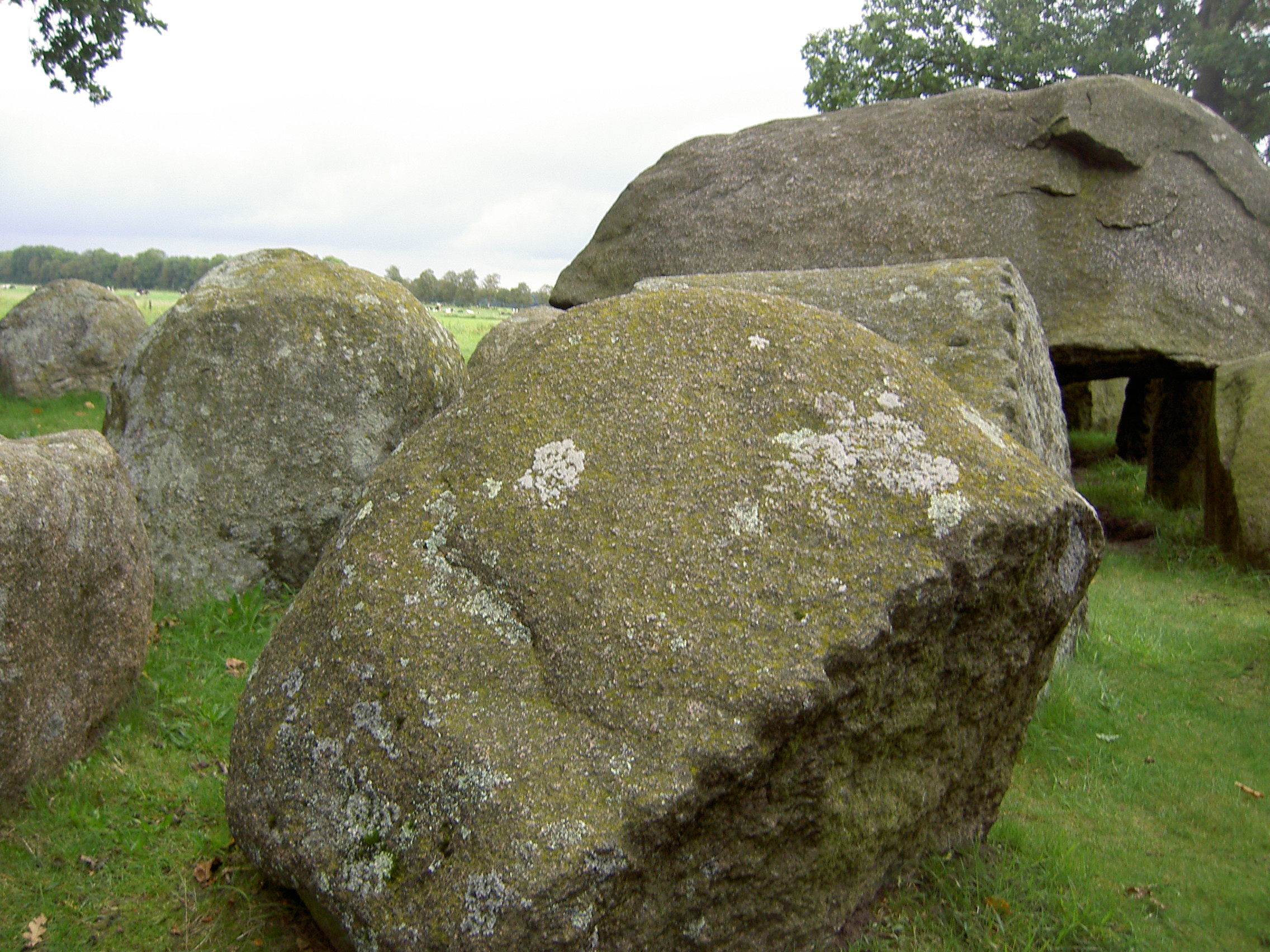
Er zijn duidelijk boorgaten in deze - in de grafkelder van D14 gevallen - dekstenen zichtbaar; de gaten werden met buskruit gevuld en dat werd tot ontploffing gebracht
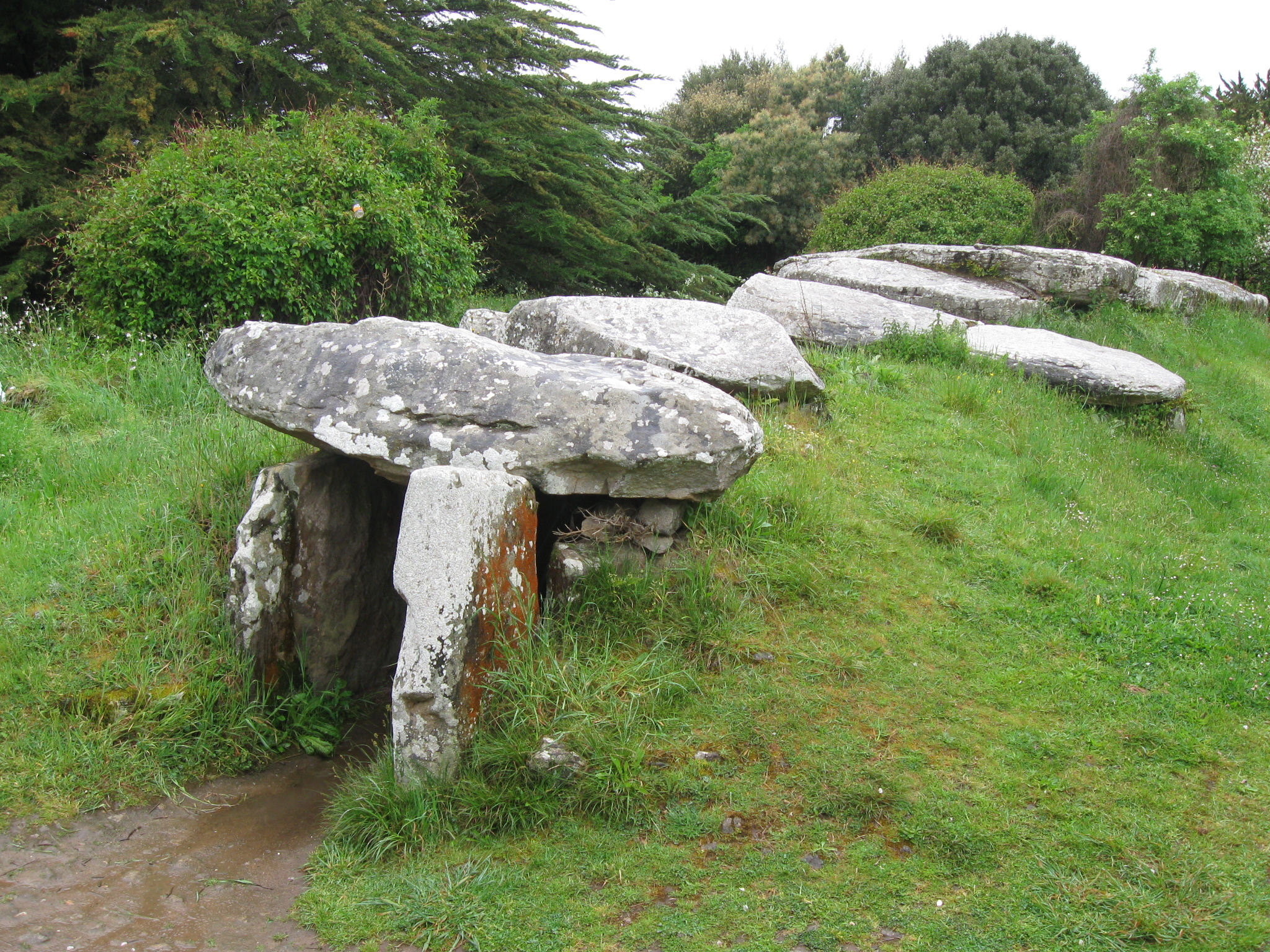
Alleen de ingang en de dekstenen zijn (samen met de dekheuvel) zichtbaar bij de Mane Rethual dolmen, Locmariaquer